# 津田一朗
津田 一朗（つだ いちろう、1926年（大正15年）7月10日 - 2001年（平成13年）4月17日）は、日本の政治家。1973年から1989年までの4期16年にわたり大阪府羽曳野市長を務めた。

## 経歴
大阪府生まれ。大阪商船（現･商船三井）に在職していた1949年、日本共産党に入党する。このため、当時日本にも吹き荒れていたレッドパージの対象者となり、退職を余儀なくされるが、紙芝居屋などを経て1955年に高鷲町（現・羽曳野市）議会議員となる。
1973年、折からの革新自治体ブームに乗り、羽曳野市長選に「乱脈不公正な同和行政の是正」を訴え、日本共産党などの推薦を得て立候補、当選を果たして西日本初の同党員市長となる。その後、1989年まで4期連続（うち4期目は無投票当選）で市長に在任するが、5期目を目指した同年の市長選において、自民党や公明党などの推す福谷剛蔵に敗れる。
なお、2009年8月現在、共産党員市長で4期連続当選したのは、津田と矢野裕現東京都狛江市長の2名のみである。また在任中1度だけ、昭和天皇の「快癒祈願」の「記帳」に行くという、憲法の国民主権原則から外れた重大な誤り（自身の主張による）を犯し、自己批判を行った。

## 著書
- 『共産党員市長でえらいすんまへん―津田一朗と羽曳野革新市政の過去・現在・未来』（かたおかしろうとの共著、1986年12月、清風堂書店）